# Reptile (film)
Pour plus de détails, voir Fiche technique et Distribution.
Reptile est un film américain réalisé par Grant Singer (en) et sorti en 2023. Il s'agit d'un premier long métrage du réalisateur, auparavant réalisateur de clips musicaux.
Le film est présenté en avant-première au festival international du film de Toronto 2023, avant sa diffusion sur Netflix.

## Synopsis
À Scarborough, Tom Nichols, ancien inspecteur à Philadelphie, enquête sur le meurtre de Summer Elswick, une jeune femme agent immobilier, retrouvée poignardée sauvagement et à de nombreuses reprises, dans une maison en vente.
Plusieurs personnes sont suspectées par Tom et ses collègues dont le petit-ami de cette dernière, Will Grady, ainsi qu'un mystérieux homme nommé Eli Phillips. L'ex de la victime, Sam Gifford, est également envisagé, tout comme sa meilleure amie Renee. Durant l'enquête, Tom va par ailleurs réfléchir à sa propre vie.

## Fiche technique
Sauf indication contraire, les informations mentionnées dans cette section peuvent être confirmées par la base de données cinématographiques IMDb,  présente dans la section « Liens externes ».
- Titre original : Reptile
- Réalisation : Grant Singer (en)
- Scénario : Benjamin Brewer, Grant Singer et Benicio del Toro, d'après une histoire de Benjamin Brewer et Grant Singer
- Musique : Yair Elazar Glotman
- Décors : Patrick M. Sullivan Jr.
- Costumes : Amanda Ford
- Photographie : Mike Gioulakis
- Montage : Kevin Hickman
- Production : Thad Luckinbill, Trent Luckinbill et Molly Smith

Producteurs délégués : Benicio Del Toro, Rachel Smith et Rick Yorn
Coproducteurs : Steven Brown et Seth Spector
- Société de production : Black Label Media
- Société de distribution : Netflix
- Budget : n/a
- Pays de production :  États-Unis
- Langue originale : anglais
- Format : couleur
- Genre : thriller, policier, drame
- Durée : 134 minutes
- Dates de sortie[2] :
  - Canada : 7 septembre 2023 (avant-première au festival de Toronto)
  - États-Unis : 22 septembre 2023 (sortie limitée en salles)
  - Monde : 29 septembre 2023 (sur Netflix)
- Classification[3] :
  - États-Unis : R

## Distribution
- Benicio del Toro (VF : Boris Rehlinger) : l'inspecteur Tom Nichols
- Justin Timberlake (VF : Alexis Tomassian) : Will Grady
- Alicia Silverstone (VF : Laëtitia Lefebvre) : Judy Nichols
- Michael Pitt (VF : Jérémie Bédrune) : Eli Phillips
- Ato Essandoh (VF : Xavier Thiam) : l'inspecteur Dan Cleary
- Karl Glusman (VF : Alexis Gilot) : Sam Gifford
- Sky Ferreira (VF : Juliette Allain) : Renee
- Eric Bogosian (VF : Stefan Godin) : le capitaine Robert Allen
- Domenick Lombardozzi (VF : Jochen Hägele) : Wally
- Frances Fisher (VF : Blanche Ravalec) : Camille Grady
- Matilda Lutz (VF : Pamela Ravassard) : Summer Elswick
- Owen Teague : Rudy Rackozy
- Catherine Dyer (en) (VF : Marie-Laure Dougnac) : Deena Allen
- Mike Pniewski (VF : Bernard Bollet) : le chef Marty Graeber
- Thad Luckinbill (VF : Thibaut Lacour) : Peter

## Production

### Genèse et développement
En août 2021, il est annoncé que Netflix va développer un thriller intitulé Reptile mis en scène par Grant Singer (en), qui n'avait jusque là mis en scène que des clips musicaux. Le film est produit par Molly Smith, Trent Luckinbill, Seth Spector, Thad Luckinbill, Benicio del Toro et Rachel Smith. Le script est initialement développé par Benjamin Brewer et Grant Singer, avant que Benicio del Toro participe à l'écriture.

### Attribution des rôles
Dès l'annonce du projet en août 2021, Benicio del Toro et Justin Timberlake sont confirmés dans les rôles principaux. En septembre 2021, ils sont rejoints par Alicia Silverstone, Michael Pitt, Ato Essandoh, Frances Fisher, Eric Bogosian, Domenick Lombardozzi, Karl Glusman, Matilda Lutz, Owen Teague ou encore Catherine Dyer. En octobre 2021, Mike Pniewski, Thad Luckinbill, Sky Ferreira, James Devoti et Michael Beasley rejoignent également le film.

### Tournage
Le tournage débute le 15 août 2021 à Atlanta. Les prises de vues se déroulent également à Dunwoody et en Nouvelle-Angleterre.